# Bertrand Marty
Bertrand Marty (zm. 16 marca 1244, Montségur) – katarski duchowny z Langwedocji i jeden z głównych przywódców sekty katarów w tym rejonie. Najpóźniej od 1232 był heretyckim biskupem Tuluzy. Został spalony na stosie po upadku twierdzy Montségur w 1244. Razem z nim spalonych zostało około 210 jego współwyznawców należących do elity sekty.